# What We Lose in the Fire We Gain in the Flood
What We Lose in the Fire We Gain in the Flood (с англ. — «Что мы теряем в огне, то приобретаем в потопе») — первый студийный альбом американской инди-поп-группы The Mynabirds. Он был выпущен лейблом Saddle Creek Records 27 апреля 2010 года и спродюсирован Ричардом Свифтом.

## Отзывы
| Совокупная оценка | Совокупная оценка |
| Источник          | Оценка            |
| ----------------- | ----------------- |
| Metacritic        | 77/100            |
| Оценки критиков   |                   |
| Источник          | Оценка            |
| AllMusic          | [ 4 ]             |
| Drowned in Sound  | (8/10)            |
| NME               | [ 5 ]             |
| Pitchfork Media   | (8/10)            |
| PopMatters        | (9/10)            |
| Under the Radar   | [ 7 ]             |

Альбом What We Lose in the Fire We Gain in the Flood получил положительные отзывы критиков. На сайте Metacritic, который присваивает средневзвешенную оценку из 100 баллов рецензиям мейнстримных изданий, этот релиз получил средний балл 77, основанный на нескольких рецензиях, что свидетельствует о «в целом благоприятных отзывах».
Джеймс Скиннер, написавший для Drowned in Sound, высоко оценил как вокал Бурхенн, так и продюсирование Свифт, заявив, что альбом «упивается душевным, наглым гулом, который звучит отлично с самого начала и еще лучше при дальнейшем прослушивании». В положительной рецензии для Pitchfork Мэтью Перпетуа положительно сравнивает альбом с предыдущими работами Буренн с Джорджи Джеймсом, говоря: «Здесь она появляется полностью сформированной с набором смелых, уверенных песен, настолько элегантно написанных, что многие из них могут сойти за старые стандарты». По словам Энтони Ломбарди из PopMatters, «при таком количестве переполненных, запутанных артистов, появляющихся на инди-сцене […] это одновременно захватывающе и утешительно — найти талант, такой же сырой и одинокий, как у Лоры Бурхенн», и этот альбом — «чистый, большой документ силы и духа, который так же влияет и оживляет, как все, что дало нам прошлое поп-музыки».

## Список композиций
Все песни написаны Лорой Бурхенн.
| №   | Название                     | Длительность |
| --- | ---------------------------- | ------------ |
| 1.  | «What We Gained in the Fire» | 4:48         |
| 2.  | «Let the Record Go»          | 2:22         |
| 3.  | «Numbers Don't Lie»          | 3:31         |
| 4.  | «Give It Time»               | 3:54         |
| 5.  | «Ways of Looking»            | 3:23         |
| 6.  | «LA Rain»                    | 2:47         |
| 7.  | «Wash It Out»                | 2:05         |
| 8.  | «We Made a Mountain»         | 3:09         |
| 9.  | «Right Place»                | 3:36         |
| 10. | «Good Heart»                 | 3:02         |